# Liste der Abkürzungen zur globalen Erwärmung
Die Liste der Abkürzungen zur globalen Erwärmung enthält eine alphabetische Auflistung von Abkürzungen mit Bezug zur globalen Erwärmung im weiteren Sinn, d. h. auch zu angrenzenden Themen wie Treibhausgasen, dem EU-Emissionshandel oder negativen Emissionen. Die Einträge enthalten neben der Abkürzung den englischen Ausdruck (links) und die deutsche Entsprechung (rechts). Bei deutschen Abkürzungen wurde die linke Seite frei gelassen. 

## A
| AAU    | Assigned Amount Unit                     | Emissionszertifikat des Kyoto-Protokolls, das Annex-B-Staaten zugeteilt wurde |
| ACIA   | Arctic Climate Impact Assessment         | Klimafolgenabschätzung für die Arktis, Bericht (2004)                         |
| AEA    | Annual Emission Allocation               | Emissionszuweisung nach der EU-Lastenteilungsverordnung                       |
| AFOLU  | Agriculture, Forestry and Other Land Use | Landwirtschaft, Forstwirtschaft und andere Landnutzung                        |
| AGW    | Anthropogenic Global Warming             | anthropogene, d. h. menschengemachte Globale Erwärmung                        |
| AMO    | Atlantic Multidecadal Oscillation        | Atlantische Multidekaden-Oszillation                                          |
| APCC   | Austrian Panel on Climate Change         | österreichischer Ausschuss für Klimafragen                                    |
| AOSIS  | Alliance of Small Island States          | Allianz der kleinen Inselstaaten                                              |
| AR(-x) | IPCC Assessment Report (No. x)           | x-ter Sachstandsbericht des IPCC, siehe auch FAR, SAR, TAR                    |

## B
| BC    | Black Carbon                              | Rußpartikel, siehe auch Treibhausgas#Aerosole und Rußpartikel |
| BECCS | Bioenergy with Carbon Capture and Storage | Bioenergie mit CO2-Abscheidung und -Speicherung               |
| BEHG  |                                           | Brennstoffemissionshandelsgesetz                              |

## C
| CBAM    | Carbon Border Adjustment Mechanism                                                            | Grenzausgleichsmechanismus zur Vermeidung von Carbon Leakage                                                                            |
| CCS     | Carbon Capture and Storage                                                                    | CO2-Abscheidung und -Speicherung |
| CCU     | Carbon Capture and Utilization                                                                | CO2-Abscheidung und -Verwertung bzw. -Nutzung                                                                                           |
| CCUS    | Carbon Capture, Utilisation and Storage                                                       | CO2-Abscheidung, -Nutzung und -Speicherung                                                                                              |
| CDM     | Clean Development Mechanism                                                                   | Mechanismus für umweltverträgliche Entwicklung                                                                                          |
| CDR     | Carbon Dioxide Removal                                                                        | Entfernung von Kohlenstoffdioxid (aus der Atmosphäre)                                                                                   |
| CER     | Certified Emission Reduction                                                                  | Emissionsreduktionseinheiten des Kyoto-Protokolls aus Mechanismen für umweltverträgliche Entwicklung (Clean Development Mechanism, CDM) |
| CMA(-x) | Conference of the Parties serving as the meeting of the Parties to the Paris Agreement        | x-te Konferenz der Vertragsstaaten des Übereinkommens von Paris (→ UN-Klimakonferenz)                                                   |
| CMP(-x) | Conference of the Parties serving as the meeting of the Parties to the Kyoto Protocol (No. x) | x-te Konferenz der Vertragsstaaten des Kyoto-Protokolls (→ UN-Klimakonferenz)                                                           |
| COP(-x) | Conference of the Parties (No. x)                                                             | Vertragsstaatenkonferenz, hier: x-te UN-Klimakonferenz                                                                                  |
| CORSIA  | Carbon Offsetting and Reduction Scheme for International Aviation                             | Kohlenstoffkompensations- und Reduktionsprogramm für die internationale Zivilluftfahrt                                                  |
| COSIS   | Commission of Small Island States on Climate Change and International Law                     | |

## D
| DAC   | Direct Air Capture                    | Direkte CO2-Abscheidung aus der Luft                 |
| DACCS | Direct Air Carbon Capture and Storage | Direkte CO2-Abscheidung aus der Luft und Speicherung |

## E
| ECS    | Equilibrium Climate Sensitivity        | Gleichgewichtsklimasensitivität                                                                                     |
| EHS    |                                        | Emissionshandelssystem                                                                                              |
| ENSO   | El Niño-Southern Oscillation           | Südliche El-Niño Oszillation                                                                                        |
| ERU    | Emission Reduction Unit                | Emissionsreduktionseinheit des Kyoto-Protokolls aus Projekten der Gemeinschaftsreduktion (Joint Implementation, JI) |
| ETS    | Emission Trading System                | Emissionshandelssystem (EHS)                                                                                        |
| EUA    | European Union Allowance               | EU-Emissionsberechtigung (Zertifikat für 1 Tonne CO2)                                                               |
| EUAA   | European Union Aviation Allowance      | EU-Emissionsberechtigung (Zertifikat für 1 Tonne CO2), die speziell für den Luftverkehr gilt                        |
| EU-ETS | European Union Emission Trading System | EU-Emissionshandelssystem (EU-EHS)                                                                                  |

## F
| FAR | First Assessment Report   | Erster Sachstandsbericht des IPCC (1990), siehe auch AR1 |
| FKW |                           | Fluorkohlenwasserstoffe                                  |
| FFI | Fossil Fuels and Industry | Fossile Brennstoffe und Industrie                        |

## G
| GCM | General Circulation Model | siehe Klimamodell#Globale Klimamodelle – GCM (General Circulation Model) |
| GHG | Green House Gas           | Treibhausgas (THG)                                                       |
| GWP | Global Warming Potential  | Treibhauspotential                                                       |

## H
| HFC | Hydrogenfluorcarbons | Fluorkohlenwasserstoffe (FKW) |

## I
| IPCC | Intergovernmental Panel on Climate Change | Zwischenstaatlicher Ausschuss für Klimaänderungen |
| IPUU | Industrial Processes and Product Use      | Industrielle Prozesse und Produktnutzung          |

## J
| JI  | Joint Implementation | Gemeinschaftsreduktion             |
| JTF | Just Transition Fund | Fonds für einen gerechten Übergang |

## K
| KSG |  | Klimaschutzgesetz               |
| KTF |  | Klima- und Transformationsfonds |

## L
| LIA    | Little Ice Age                                | Kleine Eiszeit                                           |
| LRF    | Linear Reduction Factor                       | Linearer Reduktionsfaktor (der EUAs im EU-ETS, jährlich) |
| LTS    | Long-term Strategy for Low Carbon Development | Langzeitstrategie für kohlenstoffarme Entwicklung        |
| LUCF   | Land Use Change and Forestry                  | Landnutzungsänderungen und Forstwirtschaft               |
| LULUCF | Land Use, Land Use Change and Forestry        | Landnutzung, Landnutzungsänderungen und Forstwirtschaft  |

## M
| MCA | Medieval Climate Anomaly | Mittelalterliche Klimaanomalie                               |
| MWP | Medieval Warm Period     | Mittelalterliche Warmzeit (→ Mittelalterliche Klimaanomalie) |
| MSR | Market Stability Reserve | Marktstabilitätsreserve                                      |

## N
| NAMA | Nationally Appropriate Mitigation Action | Klimaschutzmaßnahmen von Entwicklungsländern                                          |
| NAO  | North-Atlantic Oscillation               | Nordatlantische Oszillation                                                           |
| NDC  | Nationally Determined Contributions      | nationale Klimaschutzbeiträge nach dem Paris-Abkommen                                 |
| nEHS |                                          | nationales Emissionshandelssystem in Deutschland (→ Brennstoffemissionshandelsgesetz) |
| NET  | Negative Emission Technologies           | Negativemissionstechnologien                                                          |
| NIR  | National Inventory Report                | Nationaler Inventarbericht                                                            |

## P
| PDO   | Pacific Decadal Oscillation          | Pazifische Dekaden-Oszillation            |
| PETM  | Paleocene–Eocene Thermal Maximum     | Paläozän/Eozän-Temperaturmaximum          |
| PFC   | Perfluorcarbons                      | Perfluorierte Kohlenwasserstoffe          |
| PyCCS | Pyrogenic Carbon Capture and Storage | Pyrogene CO2-Abscheidung und -Speicherung |

## R
| RCP | Representative Concentration Pathways | Repräsentativer Konzentrationspfad |
| RMU | Removal Unit                          | Emissionsreduktionseinheit des Kyoto-Protokolls aus der Schaffung von Kohlenstoffsenken im Bereich Landnutzung, Landnutzungsänderungen und Forstwirtschaft (siehe Kyoto-Protokoll#Flexible Mechanismen) |

## S
| SAR   | Second Assessment Report                                              | Zweiter Sachstandsbericht des IPCC (1995)                                                   |
| SDG   | Sustainable Development Goal                                          | Ziel nachhaltiger Entwicklung                                                               |
| SR1.5 | IPCC Special Report on Global Warming of 1.5 °C                       | IPCC Sonderbericht 1,5 °C globale Erwärmung (2018)                                          |
| SRCCL | IPCC Special Report on Climate Change and Land                        | IPCC Sonderbericht über Klimawandel und Landsysteme (2019)                                  |
| SRCCS | IPCC Special Report on Carbon Dioxide Capture and Storage             | IPCC Sonderbericht zur Abscheidung und Speicherung von CO2 (2005)                           |
| SRM   | Solar Radiation Management                                            | Solares Strahlungsmanagement                                                                |
| SSP   | Shared Socioeconomic Pathway                                          | gemeinsam genutzter sozioökonomischer Pfad                                                  |
| SROCC | IPCC Special Report on the Ocean and Cryosphere in a Changing Climate | IPCC Sonderbericht über die Ozeane und die Kryosphäre in einem sich wandelnden Klima (2019) |

## T
| TAR  | Third Assessment Report    | Dritter Sachstandsbericht des IPCC (2001)      |
| TCR  | Transient Climate Response | Transiente Klimaantwort bzw. Klimasensitivität |
| TEHG |                            | Treibhausgas-Emissionshandelsgesetz            |
| THC  | Thermohaline Circulation   | Thermohaline Zirkulation                       |
| THG  |                            | Treibhausgas                                   |

## U
| UER    | Upstream Emission Reduction                              | Upstream-Emissionsminderung                                  |
| UNCED  | United Nations Conference on Environment and Development | Konferenz der Vereinten Nationen über Umwelt und Entwicklung |
| UNEP   | United Nations Environment Programm                      | Umweltprogramm der Vereinten Nationen                        |
| UNFCCC | United Nations Framework Convention on Climate Change    | Klimarahmenkonvention der Vereinten Nationen                 |

## V
| VER | Verified Emission Reduction oder, synonym, Voluntary Emission Reduction | auf einem freiwilligen Kohlenstoffmarkt (Voluntary Carbon Market) gehandelte Emissionsgutschrift zur Klimakompensation |

## W
| WBGU |                                   | Wissenschaftlicher Beirat der Bundesregierung Globale Umweltveränderungen |
| WMO  | World Meteorological Organization | Weltorganisation für Meteorologie                                         |
| WPKS |                                   | Wissenschaftsplattform Klimaschutz                                        |